# Futebol nos Jogos Olímpicos de Verão de 1928
O torneio de futebol nos Jogos Olímpicos de Verão de 1928 foi realizado em Amsterdã, Países Baixos entre 27 de maio e 13 de junho.
Até esta edição do torneio olímpico, a disputa era considerada o Campeonato Mundial de futebol. Em 1930 foi realizada a primeira Copa do Mundo de futebol e o torneio olímpico passou a dividir as atenções com a competição criada pela FIFA.[carece de fontes?] Os anos 1920 também ficaram conhecidos pelo domínio do Uruguai, bicampeão olímpico e também da Copa do Mundo de 1930. Por conta dessas vitórias tal seleção é conhecida até hoje como "A Celeste Olímpica".

## Masculino
| Ouro. | Prata. | Bronze. |
| Uruguai José Leandro Andrade Peregrino Anselmo Pedro Arispe Juan Arremón Venancio Bartibás Fausto Batignani René Borjas Antonio Campolo Adhemar Canavesi Héctor Castro Pedro Cea Lorenzo Fernández Roberto Figueroa Álvaro Gestido Andrés Mazali Ángel Melogno José Nasazzi Pedro Petrone Juan Piriz Héctor Scarone Domingo Tejera Santos Urdinarán | Argentina Ludovico Bidoglio Ángel Bossio Saúl Calandra Alfredo Carricaberry Roberto Cherro Octavio Díaz Juan Evaristo Manuel Ferreira Enrique Gainzarain Alfredo Helman Segundo Luna Ángel Médici Luis Monti Pedro Ochoa Rodolfo Orlandini Raimundo Orsi Fernando Paternoster Feliciano Perducca Natalio Perinetti Domingo Tarasconi Luis Weihmüller Adolfo Zumelzú | Itália Elvio Banchero Virgilio Levratto Pietro Pastore Gino Rossetti Attilio Ferraris Enrico Rivolta Felice Gasperi Alfredo Pitto Pietro Genovesi Antonio Janni Fulvio Bernardini Silvio Pietroboni Andrea Viviano Delfo Bellini Umberto Caligaris Virginio Rosetta Giampiero Combi Giovanni De Prà Adolfo Baloncieri Mario Magnozzi Angelo Schiavio Valentino Degani |

### Fase preliminar
| 27 de maio de 1928 | Portugal | 4–2 | Chile |

### Primeira fase
| 27 de maio de 1928 | Luxemburgo    | 3–5  | Bélgica        |
| 28 de maio de 1928 | Suíça         | 0–4  | Alemanha       |
| 28 de maio de 1928 | Turquia       | 1–7  | Egito          |
| 29 de maio de 1928 | França        | 3–4  | Itália         |
| 29 de maio de 1928 | Iugoslávia    | 1–2  | Portugal       |
| 30 de maio de 1928 | Espanha       | 7–1  | México         |
| 30 de maio de 1928 | Países Baixos | 0–2  | Uruguai        |
| 30 de maio de 1928 | Argentina     | 11–2 | Estados Unidos |

### Quartas de final
| 1 de junho de 1928 12:00 | Itália     | 1–1 (pro) | Espanha | Estádio Olímpico, Amsterdã |
|                          | Baloncieri |           | Zaldua  |                            |

| 2 de junho de 1928 12:00 | Argentina                         | 6–3 | Bélgica                      | Estádio Olímpico, Amsterdã |
|                          | Tarasconi (3) Ferreyra Monti Orsi |     | R. Braine Van Halme Moeschal |                            |

| 3 de junho de 1928 12:00 | Portugal    | 1–2 | Egito       | Estádio Olímpico, Amsterdã |
|                          | Vitor Silva |     | Mokhtar (2) |                            |

| 3 de junho de 1928 13:00 | Alemanha   | 1–4 | Uruguai                | Estádio Olímpico, Amsterdã |
|                          | R. Hofmann |     | Petrone (2) Castro (2) |                            |

#### Desempate
| 4 de junho de 1928 12:00 | Itália                                                       | 7–1 | Espanha | Estádio Olímpico, Amsterdã |
|                          | Magnozzi Schiavio Baloncieri Bernardini Rivolta Levratto (2) |     | Yermo   |                            |

### Semifinal
| 6 de junho de 1928 12:00 | Argentina                  | 6–0 | Egito | Estádio Olímpico, Amsterdã |
|                          | Tarasconi (3) Ferreyra (3) |     |       |                            |

| 7 de junho de 1928 12:00 | Itália              | 2–3 | Uruguai             | Estádio Olímpico, Amsterdã |
|                          | Baloncieri Levratto |     | Cea Campolo Scarone |                            |

### Disputa pelo bronze
| 10 de junho de 1928 12:00 | Itália                                                | 11–3 | Egito           | Estádio Olímpico, Amsterdã |
|                           | Schiavio (3) Baloncieri (2) Banchero (3) Magnozzi (3) |      | Riad (2) Hassan |                            |

### Final
| 10 de junho de 1928 13:00 | Uruguai | 1–1 (pro) | Argentina | Estádio Olímpico, Amsterdã |
|                           | Petrone |           | Ferreyra  |                            |

### Desempate final
| 13 de junho de 1928 12:00 | Uruguai          | 2–1 | Argentina | Estádio Olímpico, Amsterdã |
|                           | Figueroa Scarone |     | Monti     |                            |

### Torneio de consolação
O torneio de consolação foi disputado pela terceira vez entre o torneio olímpico de futebol. Em Estocolmo 1912, Antuérpia 1920 e posteriormente em Tóquio 1964 também ocorrera essa disputa. O torneio de 1928 contou com quatro equipes eliminadas antes das semifinais com jogos realizados em Roterdã e Arnhem, sem distribuição de medalhas.
|  | Semi finais                  | Semi finais |   |  | Finais                       | Finais |  |
|  |                              |             |   |  |                              |        |  |
|  | 5 de junho de 1928 – Roterdã |             |   |  |                              |        |  |
|  | Países Baixos                | 3           |   |  |                              |        |  |
|  | Bélgica                      | 1           |   |  |                              |        |  |
|  |                              |             |   |  |                              |        |  |
|  |                              |             |   |  | 8 de junho de 1928 – Roterdã |        |  |
|  |                              |             |   |  | Países Baixos¹               | 2      |  |
|  |                              | Chile       | 2 |  |                              |        |  |
|  |                              |             |   |  |                              |        |  |
|  |                              |             |   |  |                              |        |  |
|  |                              |             |   |  |                              |        |  |
|  | 5 de junho de 1928 – Arnhem  |             |   |  |                              |        |  |
|  | Chile                        | 3           |   |  |                              |        |  |
|  | México                       | 1           |   |  |                              |        |  |

¹Países Baixos ganharam por sorteio.